# Carlos Zegarra
Carlos Alberto Zegarra Zamora (Lima, 2 de março de 1977) é um futebolista profissional peruano que atua como volante.

## Carreira
Carlos Zegarra fez parte do elenco da Seleção Peruana de Futebol da Copa América de 2004.